# Leif Carlsson (artist)
Leif Carlsson, född 13 mars 1947 i Göteborg, är en svensk artist.

## Karriär
Leif Carlssons karriär började som sångare i Stockholmsgruppen Cheers (1965–1968). Cheers turnerade både i Sverige och utlandet, främst i Finland. År 1968 upphörde bandet då föräldrarna stoppade spelningarna, ungdomarna skulle ta studenten och det gick inte att kombinera skola med turnéer då man kom hem sent om natten.
Leif Carlsson utsågs och kröntes  till Sveriges Rockprins på Tyrol på Gröna Lund 1972. Påföljande sommar var Carlsson Sveriges mest bokade folkparksartist. Men sedan tog musikkarriären stopp.
På 1980-talet arbetade Leif Carlsson för Danderyds kommun. Han blev då dömd för ekonomiska brott. Brottet fick förnyad aktualitet 2010 då hans son, artisten Andreas Carlsson skrev en självbiografi, Live to Win. där han berättade om hur han som barn drabbades av faderns dom. Leif Carlsson med familj flyttade sedan till småländska Tingsryd, där man hade rötter då hans morfar var född i Södra Sandsjö. År 1988 bosatte sig Leif Carlsson i Slöinge i Halland.
Carlsson var också med i The Swedish Elvis Songcontest 1993 och turnerade bland annat ihop med Elvis Presleys originalmusiker, gitarristen Scotty Moore och trumslagaren D.J. Fontana. Han har även turnerat ihop med engelska Bonnie Tyler.
Carlsson är även idag aktiv i olika musikkonstellationer med nostalgisk anknytning: RRS-73, The Sixties och Nostalgiresan. Han medverkade 2011 i TV4 samt i bland annat större galor som närradiostationen Radio Nostalgis 25-årsjubileum 2018 tillsammans med danska Michelle Birkballe. Carlsson var tidigare även stående artistinslag i Hans Edlers pop-galor.